# Divette (Dives)
Die Divette ist ein kleiner Fluss in Frankreich, der im Département Calvados in der Region Normandie verläuft. Sie entspringt unter dem Namen Ruisseau du Bois de Bavent im nordöstlichen Gemeindegebiet von Touffréville, entwässert generell Richtung Nordost und erreicht bei Roncheville in der Gemeinde Bavent das Tal der Dives (Fluss), deren Feuchtgebiet durch eine Vielzahl von künstlichen Wasserläufen strukturiert wurde. Hier nennt sich die Divette abschnittsweise auch Saint-Laurent. Sie mündet schließlich nach insgesamt rund 15 Kilometern am Südrand des Gemeindehauptortes von Cabourg als linker Nebenfluss in den Mündungstrichter der Dives, der bereits von den Gezeiten beeinflusst ist.

## Orte am Fluss
(Reihenfolge in Fließrichtung)
- La Grande Bruyère, Gemeinde Touffréville
- Roncheville, Gemeinde Bavent
- Saint-Laurent, Gemeinde Bavent
- Petiville
- Varaville
- Cabourg